# James McAvoy
James McAvoy, född 21 april 1979 i Glasgow, Skottland, är en brittisk (skotsk) skådespelare. McAvoy fick sitt genombrott med de båda filmerna The Last King of Scotland (2006) och Försoning (2007). Han är bland annat känd för sin roll som Charles Xavier i X-Men.

## Biografi

### Uppväxt
James McAvoys far James McAvoy Sr. var busschauffören och blev senare byggare. Hans mor Elizabeth Johnstone (död 2018) var sjuksköterska. Föräldrarna separerade när han var sju år och skilde sig när han var elva år. Hans mor led av dålig hälsa och han fick därför bo med sina morföräldrar, Mary och James Johnstone i Drumchapel utanför Glasgow. Modern kom och bodde med dem tidvis. McAvoy har en yngre syster, Joy McAvoy som också är skådespelare. Han har också en yngre halvbror vid namn Donald. Han har inte haft kontakt med sin far sedan skilsmässan.
McAvoy är uppfostrad som romersk-katolsk och gick därför i en katolsk skola. Han ville som ung bli präst och arbeta som missionär för att få se världen. Under sin skoltid arbetade han samtidigt på ett konditori. McAvoy tog värvning till brittiska flottan men tackade nej när han också kom in på skolan Royal Scottish Academy of Music and Drama (numera Royal Conservatoire of Scotland). När han examinerades 2000, flyttade han till London.

### Tidig karriär
McAvoy fick sin första filmroll innan han började studera, han medverkade då i filmen Det mörka rummet (1995) som 15-åring. Vid tidpunkten var han inte så intresserad av att bli skådespelare men har sagt att det var efter att han fick känslor för sin motspelerska Alana Brady som han blev nyfiken på att studera skådespelande. Efter examen och en flytt till London fortsatte han att medverka i mindre roller i film. 2001 hade han också uppmärksammade roller i pjäserna Out in the Open och Privates on Parade. Pjäserna skulle få de båda regissörerna Joe Wright och Sam Mendes att få upp ögonen för McAvoy. Joe Wright ska ha tjatat länge på McAvoy att ställa upp i någon av hans filmer. De arbetade inte ihop förrän 2007 med Försoning.
McAvoy fick en liten roll i TV-serien Band of Brothers (2001) som producerades av Steven Spielberg och Tom Hanks. Han fick kritikernas uppmärksamhet med TV-serien White Teeth (2002), även om McAvoy själv tyckte han var fel för rollen. Han fick vidare uppmärksamhet i miniserien Children of Dune (2003) som sändes på kanalen Sci Fi Channel och som blev en av deras mest sedda TV-serie. Han blev också uppmärksammad i den kritikerrosade serien Den tredje makten (2003) och den romantiska komedin Wimbledon (2004) där han spelade mot Kirsten Dunst och Paul Bettany. McAvoy fick sedan internationell uppmärksamhet när han medverkade i den prisade TV-serien Shameless mellan 2004 och 2005, och sedan hade en större biroll i barnfilmen Berättelsen om Narnia: Häxan och lejonet (2005) som blev årets tredje mest inkomstbringande film.

### Genombrott

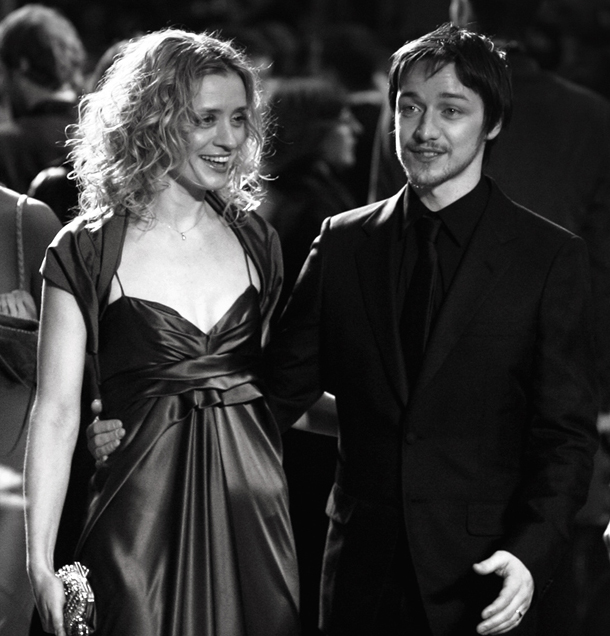
James McAvoy och dåvarande hustrun Anne-Marie Duff på British Academy Film Awards i London i februari 2007.

McAvoy fick sitt genombrott med lågbudgetfilmen The Last King of Scotland (2006) där han spelar den skotske läkaren Nicholas Garrigan som blir diktatorn Idi Amins privata läkare. Även om filmen baseras på sanna historier om Amins tid i Uganda så är McAvoys karaktär påhittad. Det var huvudrollsinnehavaren Forest Whitaker som föreslog McAvoy för regissören Kevin Macdonald. Filmen blev kritikerrosad och en framgång. Forest Whitaker vann en Oscar för sin insats och McAvoy fick en BAFTA för bästa skådespelare.
Samma år hade han huvudrollen i Starter for 10 som trots goda recensioner floppade på biograferna. Han spelade sedan mot Christina Ricci i Penelope (2006) och var Jane Austens kärleksintresse i En ung Jane Austen (2007). Han blev än mer igenkänd med filmen Försoning (2007), en romantisk krigsfilm där Kiera Knightley och Saoirse Ronan också medverkar. McAvoy kom att bli kritikerrosad för sin insats och likaså filmen. Den blev en stor galafavorit och fick till exempel fick 14 nomineringar på BAFTA och sju Oscarsnomineringar. Både McAvoy och Knightley blev nominerade som bästa skådespelare på Golden Globe Awards.

### Etablerad karriär
McAvoy medverkade sedan tillsammans med Angelina Jolie och Morgan Freeman i actionfilmen Wanted (2008). Han fick till en början inte rollen då han inte hade det klassiska "actionhjälte-utseendet", men fick till slut rollen när filmstudion ändå ville ha någon med ett "nördigt utseende". Han ska under inspelningen har vrickat fotknölen och skadat sitt knä, men har ändå sagt att han hade roligt då det var hans första actionfilm. Filmen fick till största del positiva recensioner och blev en finansiell framgång. Under 2009 spelade han mot sin hustru Anne-Marie Duff i den biografiska filmen The Last Station och medverkade i pjäsen Three Days of Rain. Han medverkade sedan i The Conspirator (2010), i regi av Robert Redford. Filmen fick blandad kritik men McAvoy blev hyllad för sin insats.
McAvoy spelade sedan rollen som Charles Xavier i superhjältefilmen X-Men: First Class (2011). Filmen var en prequel till trilogin som släppts mellan 2000 och 2006. McAvoy hade aldrig läst serietidningarna när han var yngre, men var ett fan till den animerade TV-serien X-Men (1992–1997). Filmen fick positiva recensioner och bli en intäktsmässig succé. McAvoy blev mycket uppskattad för sin insats. Han fick sedan huvudrollen i den Danny Boyles film Trance (2013). Samma år medverkade han också i ensemblefilmen Filth tillsammans med Jamie Bell, Shauna Macdonald, Jim Broadbent och Imogen Poots. För sin insats blev McAvoy belönad med pris för Bästa skådespelare på British Independent Film Awards. Han spelade också Mcbeth i en uppsättning på West End.
McAvoy repriserade sin roll som Charles Xavier i X-Men: Days of Future Past (2014). Filmen blev en än större framgång än föregångaren och spelade in nära 750 miljoner dollar. Under 2015 medverkade han tillsammans med Daniel Radcliffe i Victor Frankenstein och spelade i pjäsen The Ruling Class vilken skulle prisa honom på London's Evening Standard Theater Awards. Han spelade sen Charles Xavier igen i X-Men: Apocalypse (2016). Mottagandet blev inte lika bra som föregångarna men anses ändå som en finansiell succé. Samma år medverkade han i M. Night Shyamalans film Split. McAvoy spelar Kevin Wendell Crumb som har dissociativ identitetsstörning och tillät därför McAvoy att spela flera olika roller i samma personlighet. Filmen fick blandat mottagande men McAvoy blev hyllad för sin insats och det har också kallats för hans bästa roll i karriären. Han repriserade både rollen som Charles Xavier och rollen som Kevin Wendell Crumb i filmerna X-Men: Dark Phoenix (2019) och Glass (2019). Båda filmerna blev sågade och dåligt mottagna.

### Vidare karriär
McAvoy medverkade även 2019 i Det: Kapitel 2 och i TV-serien His Dark Materials. Han återvände sedan till teatern i en uppsättning av Cyrano de Bergerac. För rollen fick han ett What's On Stage Award för Bästa uppträdande i en mansidentifierad roll. Pjäsen sattes upp i både London och New York. Han hade sedan huvudrollen som psykopaten Paddy i Speak No Evil (2024). Filmen var en amerikansk nyinspelning av den danska skräckfilmen med samma namn från 2022. För att få till rätt psykopat som avspeglade manlig toxicitet hämtade McAvoy inspiration från Andrew Tate.

## Privatliv
McAvoy var gift med sin motspelare från Shameless, Anne-Marie Duff, mellan 2006 och 2016. Tillsammans har de en son född 2010. För att skilsmässan skulle vara så smärtfri som möjligt för deras son så delade de boende i London. Han inledde senare en relation med Lisa Liberati som han träffade under inspelningen av Split (2016). Liberati arbetade som M. Night Shyamalans assistent. 2022 gifte de sig i hemlighet.
McAvoy var den första personen att vinna det nyinstiftade priset Rising Star 2006 på BAFTA. När han vann det hade hans frånvarande far kommenterat i tidningen att han önskade få kontakt med McAvoy igen. McAvoy har svarat att han blev oberörd av uttalandet.
Efter att ha spelat in filmen The Last King of Scotland (2006) i Uganda blev han medlem i Röda korset och har bidragit till dem ända sedan dess.

## Filmografi (i urval)

### Film
| År   | Titel                                    | Roll                            | Notering |
| ---- | ---------------------------------------- | ------------------------------- | -------- |
| 1995 | Det mörka rummet                         | Kevin Savage                    |          |
| 1997 | An Angel Passes By                       | Pojke                           | Kortfilm |
| 1997 | Regeneration                             | Anthony Balfour                 |          |
| 2001 | Lorna Doone                              | Sergeant Bloxham                | TV-film  |
| 2001 | Swimming Pool                            | Mike                            |          |
| 2003 | Bright Young Things                      | The Earl of Balcairn            |          |
| 2003 | Bollywood Queen                          | Jay                             |          |
| 2004 | Wimbledon                                | Carl Colt                       |          |
| 2004 | Strings                                  | Hal Tara                        | Röstroll |
| 2004 | Inside I'm Dancing                       | Rora O'Shea                     |          |
| 2005 | Berättelsen om Narnia: Häxan och lejonet | Mr. Tumnus                      |          |
| 2006 | The Last King of Scotland                | Nicholas Garrigan               |          |
| 2006 | Starter for 10                           | Brian Jackson                   |          |
| 2006 | Penelope                                 | Johnny Martin                   |          |
| 2007 | En ung Jane Austen                       | Thomas Langlois Lefroy          |          |
| 2007 | Försoning                                | Robbie Turner                   |          |
| 2008 | Wanted                                   | Wesley Gibson                   |          |
| 2009 | The Last Station                         | Valentin Bulgakov               |          |
| 2010 | The Conspirator                          | Frederick Aiken                 |          |
| 2011 | Gnomeo och Julia                         | Gnomero                         | Röstroll |
| 2011 | X-Men: First Class                       | Charles Xavier                  |          |
| 2011 | Arthur och julklappsrushen               | Arthur Claus                    | Röstroll |
| 2013 | Welcome to the Punch                     | Max Lewinsky                    |          |
| 2013 | Trance                                   | Simon Newton                    |          |
| 2013 | Filth                                    | Bruce Robertson                 |          |
| 2014 | Muppets Most Wanted                      | Bud                             | Cameo    |
| 2014 | X-Men: Days of Future Past               | Charles Xavier                  |          |
| 2014 | The Disappearance of Eleanor Rigby       | Conor Ludlow                    |          |
| 2015 | Victor Frankenstein                      | Victor Frankenstein             |          |
| 2016 | X-Men: Apocalypse                        | Charles Xavier                  |          |
| 2016 | Split                                    | Kevin Wendell Crumb / The Beast |          |
| 2017 | Atomic Blonde                            | David Percival                  |          |
| 2017 | Submergence                              | James Moore                     |          |
| 2018 | Mästerdetektiven Sherlock Gnomes         | Gnomeo                          | Röstroll |
| 2018 | Deadpool 2                               | Charles Xavier                  | Cameo    |
| 2019 | Glass                                    | Kevin Wendell Crumb / The Beast |          |
| 2019 | X-Men: Dark Phoenix                      | Charles Xavier                  |          |
| 2019 | Det: Kapitel 2                           | Bill Denbrough (vuxen)          |          |
| 2021 | My Son                                   | Edmond Murray                   |          |
| 2021 | Together                                 | He                              | TV-film  |
| 2022 | The Bubble                               | Sig själv                       | Cameo    |
| 2023 | The Book of Clarence                     | Pontius Pilatus                 |          |
| 2024 | Speak No Evil                            | Paddy                           |          |

### TV
| År        | Titel               | Roll                 | Notering                                      |
| --------- | ------------------- | -------------------- | --------------------------------------------- |
| 1997      | The Bill            | Gavin Donald         | Avsnitt: "Rent"                               |
| 2001      | Band of Brothers    | James W. Miller      | Avsnitt: "Replacements"                       |
| 2001      | Murder in Mind      | Martin Vosper        | Avsnitt: "Teacher"                            |
| 2002      | White Teeth         | Josh Malfen          | 2 avsnitt                                     |
| 2002      | Kommissarie Lynley  | Gowan Ross           | Avsnitt: "Payment in Blood"                   |
| 2002      | Foyle's War         | Ray Pritchard        | Avsnitt: "The German Woman"                   |
| 2003      | Children of Dune    | Leto II Atreides     | 3 avsnitt                                     |
| 2003      | Den tredje makten   | Dan Foster           | 6 avsnitt                                     |
| 2003      | Early Doors         | Liam                 | 4 avsnitt                                     |
| 2004-2005 | Shameless           | Steve McBride        | 13 avsnitt                                    |
| 2005      | ShakespeaRe-Told    | Joe Mcbeth           | Avsnitt: "Mcbeth"                             |
| 2018      | Watership Down      | Hazel                | 4 avsnitt, Röstroll                           |
| 2019      | Saturday Night Live | Värd                 | Avsnitt: "James McAvoy / Meek Mill"           |
| 2019-2022 | His Dark Materials  | Lord Asriel Belacqua | 9 avsnitt                                     |
| 2022      | The Sandman         | Golden-Haired Man    | Röstroll, avsnitt: "Dream of a Thousand Cats" |

### Teater
| År        | Titel                      | Roll                   | Teater                                                        |
| --------- | -------------------------- | ---------------------- | ------------------------------------------------------------- |
| 1999      | West Side Story            | Riff                   | Courtyard Centre for the Arts Hereford                        |
| 1999      | Romeo och Julia            | Romeo                  | Courtyard Centre for the Arts Hereford                        |
| 1999      | Skönheten och odjuret      | Bobby Buckfast         | Adam Smith Theatre                                            |
| 2000      | Stormen                    | Ferdinand              | Brunton Theatre, Musselburgh                                  |
| 2000      | The Reel of the Hanged Man | Gerald                 | Traverse Theatre, Edinburgh                                   |
| 2000      | Lovers                     | Joe                    | Royal Lyceum Theatre, Edinburgh                               |
| 2001      | Out In The Open            | Iggy                   | Hampstead Theatre, London                                     |
| 2001      | Privates on Parade         | Private Steven Flowers | Donmar Warehouse, London                                      |
| 2005      | Breathing Corpses          | Ben                    | Royal Court Theatre, London                                   |
| 2009      | Three Days of Rain         | Walker & Ned           | Apollo Theatre, London                                        |
| 2013      | Macbeth                    | Macbeth                | Trafalgar Studios, London                                     |
| 2015      | The Ruling Class           | Jack Gurney            | Trafalgar Studios, London                                     |
| 2019-2022 | Cyrano de Bergerac         | Cyrano                 | Playhouse Theatre, London Brooklyn Academy of Music, New York |